# Malous jul
|  | Denne artikel er oprettet af botten Steenthbot ud fra en ekstern database. Den kan derfor have sproglige fejl eller mangler. Denne skabelon kan fjernes efter kontrol af indholdet. |

Malous jul er en dansk spillefilm fra 2020 instrueret af Claus Bjerre.

## Handling
Malou kommer i familiepleje på en lille ø hos juleglade Bibi og Leif. Malou hader både julen og øen og vil hurtigst muligt væk. Hun indgår derfor en pagt med gårdnissen Nils, der vil hjælpe hende med at lave så meget ballade, at hun bliver smidt ud. Lige så langsomt begynder Malou dog at føle sig både set og favnet af folk på øen, og hun fortryder sin aftale med Nils. Men pagten står ikke til at ændre, med mindre Malou kan overbevise Bibi og Leif om, at de kan stole på hende. Det er første gang Malou har noget at kæmpe for og ikke imod, og den kamp vil hun for alvor gerne vinde.